# Anarbudas aequalis
Anarbudas aequalis är en fjärilsart som beskrevs av Jordan 1907. Anarbudas aequalis ingår i släktet Anarbudas och familjen bastardsvärmare. Inga underarter finns listade i Catalogue of Life.